# والتر ر. إيفانز
والتر ر. إيفانز (بالإنجليزية: Walter R. Evans)‏ هو مهندس أمريكي، ولد في 15 يناير 1920 في سانت لويس في الولايات المتحدة، وتوفي في 10 يوليو 1999.